# McLaren MCL60
La McLaren MCL60, inizialmente nota come MCL37, è una monoposto di Formula 1 costruita dalla scuderia inglese McLaren per disputare il campionato mondiale di Formula 1 2023. La vettura è stata presentata il 13 febbraio 2023 all'interno del McLaren Technology Centre.

## Livrea
Il colore predominante sulla McLaren MCL60 è, come nella versione definitiva della livrea della MCL36, il nero del carbonio, lasciato a vista per risparmiare peso sulla vettura. Le aree verniciate attraverso lo schema papaya-azzurro (con l'arancione predominante) e in linea con la macchina del 2022 sono il muso e, con qualche rivisitazione, anche le pance e l'airscope. L'ala anteriore è invece colorata esclusivamente sull'esterno delle paratie, mentre quella posteriore nella metà superiore. Sono infine presenti ulteriori sezioni verniciate sull'Halo e in corrispondenza della pinna sul cofano motore, nella quale sono collocati i numeri di gara. Questi, insieme a quello applicato sul muso, sono neri.
I «60» uniti allo Speedmark che appaiono sulle fiancate e sul muso sono volti, assieme al nome della vettura e alle livree speciali presentate nel corso della stagione, a celebrare il 60º anniversario della McLaren.
Per i Gran Premi di Monaco e Spagna le due MCL60 corrono con la prima livrea commemorativa della stagione, atta a celebrare la conquista della Triple Crown da parte del costruttore di Woking, unico a riuscire nell'impresa. Essa si compone di tre sezioni, separate da un taglio a V, colorate di papaya al posteriore, di bianco al centro e di nero sull'anteriore. I colori fanno riferimento alle livree delle McLaren che hanno vinto le tre gare più prestigiose del motorsport: l'arancione per la M16C/D, vincitrice della 500 Miglia di Indianapolis 1974; il bianco per la MP4/2, vincitrice del Gran Premio di Monaco 1984; il nero per la F1 GTR, vincitrice della 24 Ore di Le Mans 1995.
La seconda livrea celebrativa viene usata nel corso del Gran Premio di Gran Bretagna. Essa si tratta di una rivisitazione di quella usuale ma con richiami alla colorazione cromata sfoggiata tra il 2006 e il 2014, per la prima volta sulla McLaren MP4-21 e per l'ultima sulla MP4-29. Compaiono difatti aree argentate sulla parte superiore del cofano motore e su quella posteriore, proseguendo il disegno che inizia sulle pance, sui flap dell'ala anteriore e all'esterno delle paratie della stessa. Globalmente l'abituale azzurro è sostituito dal colore cromato. La livrea ha anche un fine commerciale, derivato dalla sponsorizzazione del browser Google Chrome, lanciato nel 2008, anno in cui la McLaren vinse l'ultimo campionato piloti, con Lewis Hamilton.
Per i Gran Premi di Singapore e Giappone le due MCL60 corrono con una livrea rivisitata e ideata con lo sponsor OKX. Essa varia da quella originaria per una maggiore presenza del fondo del carbonio a vista, essendo state rimosse le parti colorate dalle pance e dal cofano motore, e del papaya, in quanto sostituisce interamente le aree azzurre.

## Caratteristiche
Il team di Woking ha introdotto, in occasione del Gran Premio d'Austria, un corposo pacchetto di aggiornamenti aerodinamici che vertono sempre di più verso la filosofia vincente della RB19. Gli update sono stati introdotti, però, esclusivamente sulla vettura del portacolori britannico Lando Norris. Le modifiche si sono concentrate sulle aree dei sidepod e del bordo esterno del fondo. Il pianale inferiore dell'inlet sidepod sull’ingresso delle bocche dei radiatori è stato soggetto ad allungamento al fine di aumentare la pressione statica nella zona del sottosquadro. È stata anche ridotta l’imboccatura delle fiancate, aumentando di conseguenza la porzione del sottosquadro che produrrà, in questo modo, una maggior portata di flusso indirizzato sopra al marciapiede del fondo. Le linee delle pance sono state ridisegnate per ricercare il benefico effetto del downwash: vi è uno scivolo scosceso e profondamente svasato dotato di una parete esterna molto tondeggiante. Lo scopo è quello di controllare al meglio i flussi nocivi congeniti del tyre squirt tra il diffusore e la ruota posteriore, a differenza di quanto faceva prima l’effetto inwash, che trasportava i flussi al di sopra del diffusore. La geometria dei sidepod, adesso, è molto più simile a quella dell'AMR23. Il secondo elemento del bordo esterno del fondo è, adesso, più arcuato e presenta un elemento rigonfio sulla parete interna che serve ad amministrare le strutture vorticose che percorrono il fondo scorrendo verso la zona del diffusore e ridurre la pressione del flusso in modo da permettere un migliore riempimento dei canali Venturi per gestire al meglio la spinta verticale evitando il dannoso fenomeno del porpoising. Gli update dovrebbero, perciò, arrecare una migliore guidabilità generale della monoposto, mantenendo fissa l’altezza da terra del fondo al variare delle velocità e dei trasferimenti di carico rendendo, di conseguenza, costante la deportanza, utile a rendere più veloce la percorrenza delle curve.

## Scheda tecnica
| Caratteristiche tecniche - McLaren MCL60                                         | Caratteristiche tecniche - McLaren MCL60                                                       | Caratteristiche tecniche - McLaren MCL60                                                       | Caratteristiche tecniche - McLaren MCL60                                                                 | Caratteristiche tecniche - McLaren MCL60                                                                 | Caratteristiche tecniche - McLaren MCL60                                                                 |
| Configurazione                                                                   | Configurazione                                                                                 | Configurazione                                                                                 | Configurazione                                                                                           | Configurazione                                                                                           | Configurazione                                                                                           |
| -------------------------------------------------------------------------------- | ---------------------------------------------------------------------------------------------- | ---------------------------------------------------------------------------------------------- | --- | --- | --- |
| Carrozzeria: monoposto                                                           | Carrozzeria: monoposto                                                                         | Posizione motore: posteriore                                                                   | Posizione motore: posteriore                                                                             | Trazione: posteriore                                                                                     | Trazione: posteriore                                                                                     |
| Dimensioni e pesi                                                                |                                                                                                |                                                                                                | | | |
| Posti totali: 1                                                                  | Posti totali: 1                                                                                | Bagagliaio: assente                                                                            | Bagagliaio: assente                                                                                      | Serbatoio: 110 kg                                                                                        | Serbatoio: 110 kg                                                                                        |
| Masse                                                                            | a vuoto: 798 kg                                                                                | a vuoto: 798 kg                                                                                | a vuoto: 798 kg                                                                                          | a vuoto: 798 kg                                                                                          | a vuoto: 798 kg                                                                                          |
| Meccanica                                                                        |                                                                                                |                                                                                                | | | |
| Tipo motore: Mercedes-AMG F1 M14 E Performance, V6 con bancate di 90°            | Tipo motore: Mercedes-AMG F1 M14 E Performance, V6 con bancate di 90°                          | Tipo motore: Mercedes-AMG F1 M14 E Performance, V6 con bancate di 90°                          | Cilindrata: 1600 cm³                                                                                     | Cilindrata: 1600 cm³                                                                                     | Cilindrata: 1600 cm³                                                                                     |
| Distribuzione: bialbero a 4 valvole per un totale di 24 con punterie pneumatiche | Distribuzione: bialbero a 4 valvole per un totale di 24 con punterie pneumatiche               | Distribuzione: bialbero a 4 valvole per un totale di 24 con punterie pneumatiche               | Alimentazione: 500 bar-diretta (1 iniettore per cilindro)                                                | Alimentazione: 500 bar-diretta (1 iniettore per cilindro)                                                | Alimentazione: 500 bar-diretta (1 iniettore per cilindro)                                                |
| Accensione: elettronica McLaren Electronic Systems (MES)                         | Accensione: elettronica McLaren Electronic Systems (MES)                                       | Accensione: elettronica McLaren Electronic Systems (MES)                                       | Impianto elettrico: McLaren Electronic Systems (MES)                                                     | Impianto elettrico: McLaren Electronic Systems (MES)                                                     | Impianto elettrico: McLaren Electronic Systems (MES)                                                     |
| Frizione: doppia                                                                 | Frizione: doppia                                                                               | Frizione: doppia                                                                               | Cambio: longitudinale McLaren, 8 marce + retromarcia, con comando semiautomatico elettronico sequenziale | Cambio: longitudinale McLaren, 8 marce + retromarcia, con comando semiautomatico elettronico sequenziale | Cambio: longitudinale McLaren, 8 marce + retromarcia, con comando semiautomatico elettronico sequenziale |
| Telaio                                                                           |                                                                                                |                                                                                                | | | |
| Corpo vettura                                                                    | monoscoccain materiale composito a nido d'ape con fibra di carbonio                            | monoscoccain materiale composito a nido d'ape con fibra di carbonio                            | monoscoccain materiale composito a nido d'ape con fibra di carbonio                                      | monoscoccain materiale composito a nido d'ape con fibra di carbonio                                      | monoscoccain materiale composito a nido d'ape con fibra di carbonio                                      |
| Sospensioni                                                                      | anteriori: pull rod / posteriori: push-rod                                                     | anteriori: pull rod / posteriori: push-rod                                                     | anteriori: pull rod / posteriori: push-rod                                                               | anteriori: pull rod / posteriori: push-rod                                                               | anteriori: pull rod / posteriori: push-rod                                                               |
| Freni                                                                            | anteriori: Freni a disco Brembo autoventilati / posteriori: Freni a disco Brembo autoventilati | anteriori: Freni a disco Brembo autoventilati / posteriori: Freni a disco Brembo autoventilati | anteriori: Freni a disco Brembo autoventilati / posteriori: Freni a disco Brembo autoventilati           | anteriori: Freni a disco Brembo autoventilati / posteriori: Freni a disco Brembo autoventilati           | anteriori: Freni a disco Brembo autoventilati / posteriori: Freni a disco Brembo autoventilati           |
| Pneumatici                                                                       | Pirelli / Cerchi: BBS da 18 in                                                                 | Pirelli / Cerchi: BBS da 18 in                                                                 | Pirelli / Cerchi: BBS da 18 in                                                                           | Pirelli / Cerchi: BBS da 18 in                                                                           | Pirelli / Cerchi: BBS da 18 in                                                                           |
| Altro                                                                            |                                                                                                |                                                                                                | | | |
| Energia batteria (a giro) 4 MJ                                                   | Sistema ERS                                                                                    | Sistema ERS                                                                                    | Sistema ERS                                                                                              | Sistema ERS                                                                                              | Sistema ERS                                                                                              |
| Potenza MGU-K: 120 kW                                                            | Giri max MGU-K: 50 000 giri/min Giri max MGU-H: 125 000 giri/min                               | Giri max MGU-K: 50 000 giri/min Giri max MGU-H: 125 000 giri/min                               | Giri max MGU-K: 50 000 giri/min Giri max MGU-H: 125 000 giri/min                                         | Giri max MGU-K: 50 000 giri/min Giri max MGU-H: 125 000 giri/min                                         | Giri max MGU-K: 50 000 giri/min Giri max MGU-H: 125 000 giri/min                                         |
| Fonte dei dati: McLaren-Mercedes F1 Team                                         |                                                                                                |                                                                                                | | | |

## Carriera agonistica

### Stagione
La stagione parte in salita per la McLaren, che, nella gara inaugurale in Bahrain si rivela essere relegata in fondo allo schieramento. Lando Norris chiude in 17ª posizione, dopo ben 5 pit stop, mentre il debuttante Oscar Piastri è costretto al ritiro dopo soli 13 giri per problemi tecnici. Anche in Arabia Saudita le difficoltà persistono, sebbene Piastri riesca a raggiungere per la prima volta in carriera la Q3. Nel finale caotico del Gran Premio d'Australia entrambe le vetture riescono a raggiungere la top 10, con il pilota di casa Piastri che ottiene i suoi primi punti iridati grazie ad un ottavo posto. Norris continua la sua striscia di piazzamenti a punti in Azerbaijan, dove chiude nono. Il Gran Premio di Miami vede le McLaren arrancare a fondo gruppo, mentre a Monaco le due vetture papaya si piazzano in zona punti, mostrando un buon passo sulla pista bagnata. In Spagna Norris si qualifica terzo, ma un contatto in partenza con Lewis Hamilton lo spedisce in fondo alla classifica, vanificando la posizione di partenza. Anche in Canada la McLaren non ottiene punti.
In Austria arrivano i primi importanti aggiornamenti sulla vettura di Norris, che gli consentono di qualificarsi in quarta posizione. Dopo una sprint opaca, il britannico si riscatta in gara, dove conferma la posizione di partenza, mostrando la bontà degli aggiornamenti nel confronto con Piastri, che conclude 16º senza mai avvicinarsi alla zona punti. Il pilota australiano riceve le nuove componenti nel Gran Premio di Gran Bretagna, dove chiude a ridosso del podio dopo essere scattato dalla terza casella. Norris fa ancora meglio, chiudendo in seconda piazza a soli 3 secondi dal vincitore Max Verstappen, e regalando alla McLaren il suo primo podio stagionale. Il pilota britannico conferma la posizione nel successivo Gran Premio d'Ungheria, mentre Piastri arriva quinto.
In Belgio è proprio l'australiano ad ottenere il suo primo piazzamento in top 3, grazie al secondo posto nella sprint. In gara, tuttavia, è costretto al ritiro da una collisione con Carlos Sainz Jr.. Norris arriva settimo in Belgio e in Olanda, chiudendo invece ottavo a Monza. Nella stessa gara, Piastri fa segnare per la prima volta in carriera il giro veloce, non ottenendo tuttavia il punto aggiuntivo a causa del mancato arrivo nei primi dieci. Nel Gran Premio di Singapore Norris ottiene il terzo podio stagionale, alle spalle del ferrarista Sainz, grazie alla decisione di quest'ultimo di concedere il DRS negli ultimi giri al pilota McLaren, scelta che permette ad entrambi di difendersi dalle più veloci Mercedes di George Russell e Lewis Hamilton. In Giappone Piastri si qualifica in prima fila per la prima volta, cedendo tuttavia la posizione in gara al compagno. Il doppio podio così ottenuto, con Norris secondo e Piastri terzo, è il primo per la McLaren dal Gran Premio d'Italia 2021. Il pilota australiano trionfa nella sprint del Gran Premio del Qatar, davanti al campione del mondo Verstappen e al compagno di squadra Norris. Nella gara della domenica i due piloti McLaren concludono ancora una volta in seconda e terza posizione, con Piastri davanti a Norris.
Ad Austin il britannico ottiene il quarto podio consecutivo, tagliando il traguardo in terza posizione dopo aver condotto a lungo la gara. Dopo la squalifica del pilota di Hamilton, Norris viene promosso al secondo posto, permettendo al team di sopravanzare l'Aston Martin al quarto posto della classifica costruttori. Norris è autore di una gara in rimonta in Messico, dove un'eliminazione in Q1 lo costringe a partire dalla 17ª casella. Il britannico riesce però ad inanellare una serie di sorpassi, che lo portano fino alla quinta piazza finale. Tale prestazione gli varrà il riconoscimento di Driver of the Day, ottenuto anche la settimana prima ad Austin. A San Paolo è ancora Norris a brillare, qualificandosi primo nella Sprint Shootout e ottenendo la seconda posizione sia nella sprint sia nella gara domenicale. Per il britannico si tratta del settimo podio in stagione. A Las Vegas la McLaren non si dimostra particolarmente competitiva, sebbene Piastri riesca a chiudere in decima posizione registrando anche il giro più veloce. Nella gara conclusiva ad Abu Dhabi i due piloti si piazzano invece al quindo e sesto posto.
La McLaren chiude la stagione al quarto posto con 302 punti: un netto miglioramento rispetto al 2022 nonostante un inizio di stagione alquanto difficile. Grazie ai punti ottenuti, oltre ai 9 podi conquistati, la stagione si rivela la migliore per il team dal 2012. In classifica piloti Norris chiude sesto, con 205 punti, Piastri invece è nono con 97 punti ottenuti. Entrambi i piloti vengono confermati per il 2024.

## Piloti
| Piloti ufficiali       | Piloti ufficiali  | Piloti ufficiali |
| Nazione                | Nome              | Numero           |
| ---------------------- | ----------------- | ---------------- |
| Australia (bandiera)   | Oscar Piastri     | 81               |
| Regno Unito (bandiera) | Lando Norris      | 4                |
| Piloti di riserva      |                   |                  |
| Nazione                | Nome              | Numero           |
| Germania (bandiera)    | Mick Schumacher   | 47               |
| Messico (bandiera)     | Pato O'Ward       | 29               |
| Spagna (bandiera)      | Álex Palou        |                  |
| Brasile (bandiera)     | Felipe Drugovich  |                  |
| Belgio (bandiera)      | Stoffel Vandoorne |                  |
| Regno Unito (bandiera) | Will Stevens      |                  |
| Regno Unito (bandiera) | Oliver Turvey     |                  |

## Risultati in Formula 1
| Anno | Team    | Motore   | Gomme | Piloti  |     |    |   |    |    |    |    |    |    |   |   |      |   |    |   |   |    |     |   |    |     |   | Punti | Pos. |
| ---- | ------- | -------- | ----- | ------- | --- | -- | - | -- | -- | -- | -- | -- | -- | - | - | ---- | - | -- | - | - | -- | --- | - | -- | --- | - | ----- | ---- |
| 2023 | McLaren | Mercedes | P     | Piastri | Rit | 15 | 8 | 11 | 19 | 10 | 13 | 11 | 16 | 4 | 5 | Rit2 | 9 | 12 | 7 | 3 | 21 | Rit | 8 | 14 | 10  | 6 | 302   | 4º   |
| 2023 | McLaren | Mercedes | P     | Norris  | 17  | 17 | 6 | 9  | 17 | 9  | 17 | 13 | 4  | 2 | 2 | 76   | 7 | 8  | 2 | 2 | 3  | 24  | 5 | 2  | Rit | 5 | 302   | 4º   |

| Legenda | 1º posto     | 2º posto | 3º posto    | A punti         | Senza punti/Non class.  | Grassetto – Pole position Corsivo – Giro più veloce Apice – Risultato Sprint (A punti) |
| Legenda | Squalificato | Ritirato | Non partito | Non qualificato | Solo prove/Terzo pilota | Grassetto – Pole position Corsivo – Giro più veloce Apice – Risultato Sprint (A punti) |